# Kerasiá (ort i Grekland, Thessalien, Nomós Kardhítsas)
Kerasiá (Kerasia, Kerasea) är en ort i Grekland.   Den ligger i prefekturen Nomós Kardhítsas och regionen Thessalien, i den centrala delen av landet, 230 km nordväst om huvudstaden Aten. Kerasiá ligger 849 meter över havet och antalet invånare är 299.
Terrängen runt Kerasiá är kuperad österut, men västerut är den bergig. Runt Kerasiá är det glesbefolkat, med 12 invånare per kvadratkilometer. Närmaste större samhälle är Mavrommáti, 9,4 km norr om Kerasiá. I omgivningarna runt Kerasiá växer i huvudsak blandskog.